# Jakob Balde
Pour les articles homonymes, voir Balde.
Johann Jacob Balde (Jacques Baldé en français), né le 3 janvier 1604 à Ensisheim (Alsace) et mort le 9 août 1668 à Neubourg-sur-le-Danube, est un jésuite et poète allemand de langue néo-latine. Alsacien de naissance, chassé par la Guerre de Trente Ans, il a passé la plus grande partie de sa vie en Bavière.

## Biographie
Jacques Balde était célèbre pour son nouveau style poétique néo-latin. Le poète baroque allemand Sigmund von Birken lui prêta le surnom de Horace allemand.
Balde étudia à partir de 1620 la philosophie à l'école des Jésuites d'Ensisheim. Lorsqu'en 1621 la Guerre de Trente Ans atteignit l'Alsace, Balde fuit à Ingolstadt en Bavière où il étudia la philosophie et le droit. En 1624, il entre dans l'ordre des Jésuites. De 1635 à 1638 il fut professeur de rhétorique aux universités de Munich et d'Innsbruck. De 1638 à 1640 il fut prosélyte à la cour royale de Bavière de Maximilien Ier à Munich. En 1648, il fut déchu de sa fonction d'historien de la cour par Maximilien Ier. Il décida alors de migrer ; et après deux étapes à Landshut et à Amberg (Bavière), il s'installa en 1654 à Neubourg sur le Danube. Il y mourut en 1668. Il est enterré au cimetière de Neubourg.

## Œuvre poétique
Attiré par la poésie lyrique, il a imité Horace, Stace, dans les Sylves, Ovide.

## Œuvres
Une partie des titres des œuvres sont en version latine. Il s'agit d'une liste non-complète.
- De vanitate mundi (1636)
- Batrachomyomachia (La guerre des grenouilles et souris, 1637)
- Agathyrsus (1638)
- Epithalamion (1635)
- Le prix de l'honneur (1638)
- Lyrica-epodi (1643)
- Sylvae (1643)
- Agathyrsus teutsch (1647)
- Medicinae gloria (1651)
- Jephtias (1654), tragédie chrétienne[1]
- Satyra contra abusum tabaci (pamphlet contre la consommation de tabac, 1657)
- Torvitatis encomium, mit dissertatio de studio poetico (1658)
- Solatium podagricorum (1661)
- De Eclipsi solari anno M. DC. LIV., die XII. augusti (1662)

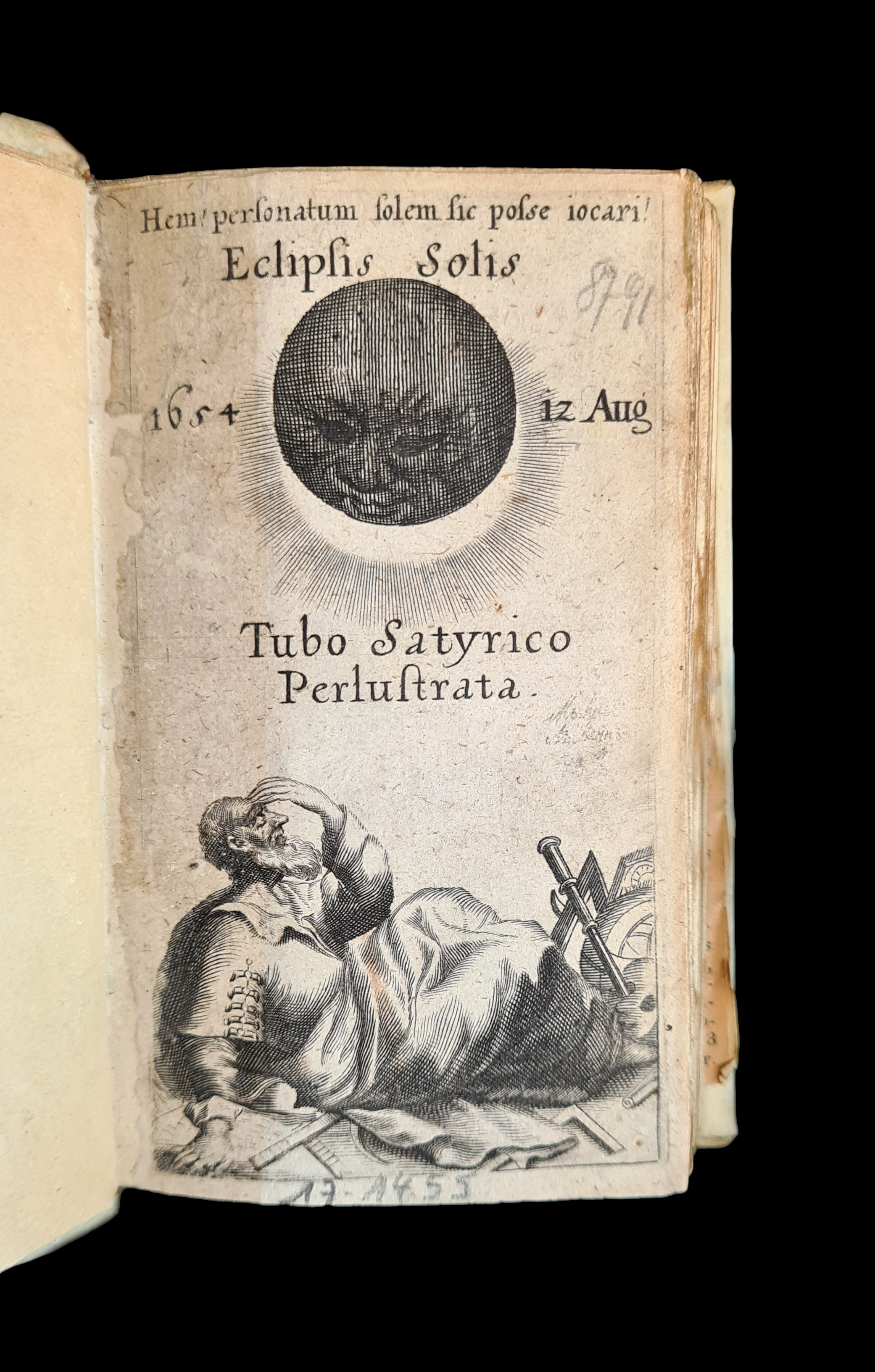
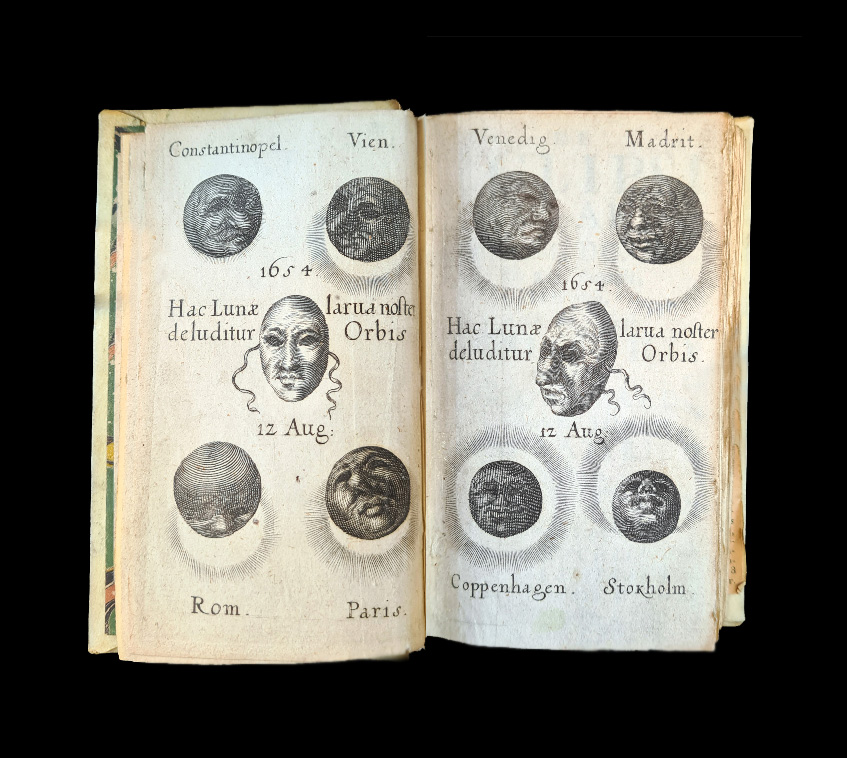

Dans De Eclipsi solari, un écrit satirique mettant en scène l'éclipse du 12 août 1654 (en), Jakob Balde fustige les peurs irrationnelles et les sottises qui accompagnent toute éclipse de soleil. L'édition reproduite ci-dessus est celle de Munich, 1662.
- Urania victrix[4] (1663)

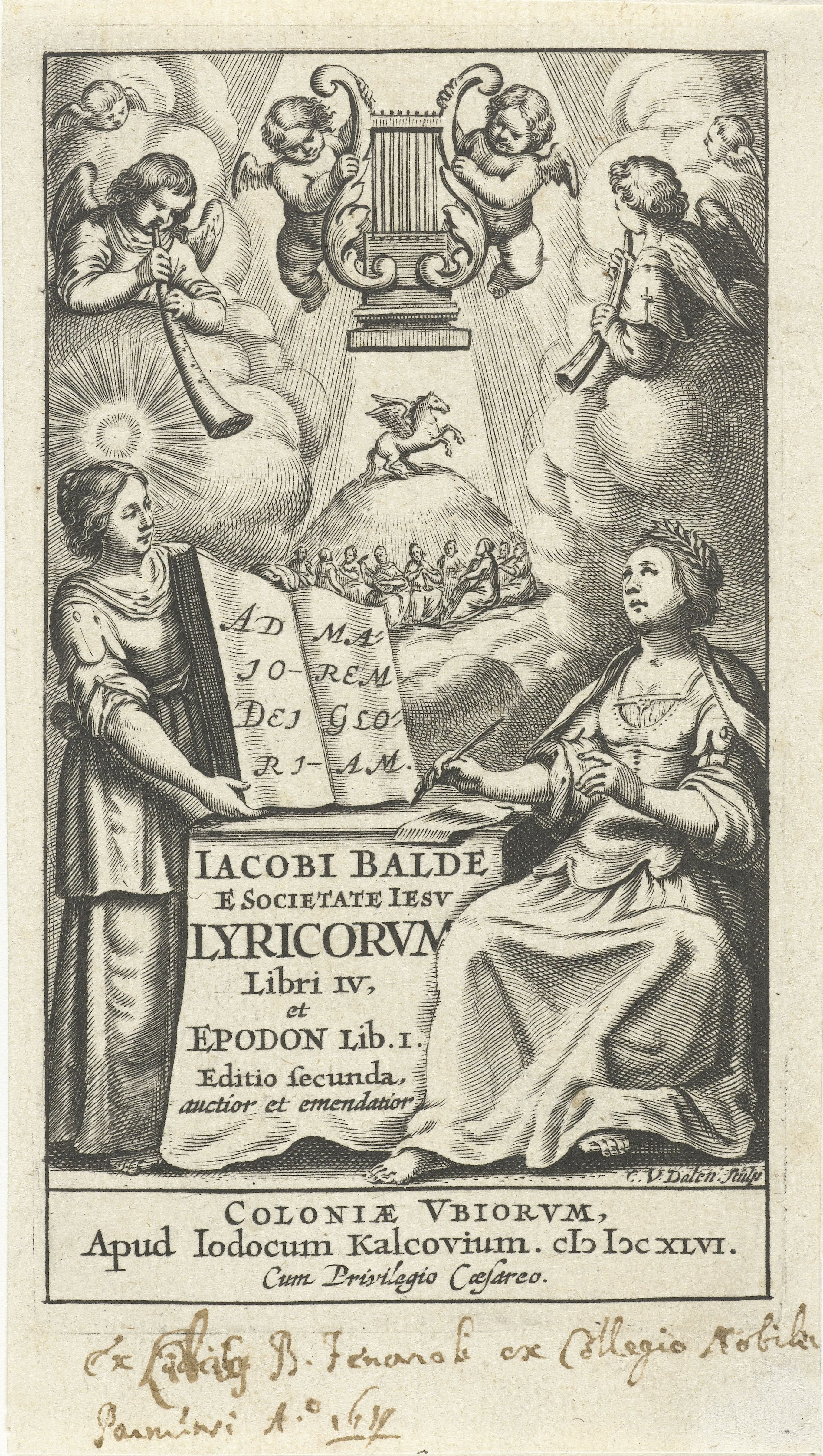
Lyricorum libri IV, Cologne, 1646

On a un recueil de ses poésies, imprimé à Cologne, 1660, 4 t. en 2 vol. in-12, contenant, le 1er, ses odes en 4 livres, un livre d'épodes, et ses silves ; le 2e, ses poésies héroïques ; le 3e, ses satires ; le 4e, ses poésies diverses. La totalité de son œuvre a été imprimée à Munich en 1729 en 8 volumes. En 1805 à Zurich, Johann Caspar von Orelli l'édite en un seul volume.